# Valerii Zaluzhnyi
Valerii Fédorovych Zaluzhnyi (ucraniano: Валерій Федорович Залужний; Novohrad-Volynskyi, óblast de Zhitómir, 8 de julio de 1973) es un militar y diplomático ucraniano con rango de teniente general, fue comandante en jefe de las Fuerzas Armadas de Ucrania desde el 27 de julio de 2021 hasta su destitución el 8 de febrero de 2024 y miembro del Consejo de Defensa y Seguridad Nacional de Ucrania (desde el 28 de julio de 2021).
Además, ha sido comandante del Comando Operacional Norte (2019-2021), jefe del Estado Mayor Operativo Conjunto de las Fuerzas Armadas de Ucrania — primer comandante adjunto de las Fuerzas Conjuntas (2018), jefe de Estado Mayor — primer comandante adjunto del Comando Operacional Oeste (2017) y comandante de la 51.ª Brigada Mecanizada (2009-2012).
En marzo de 2024, fue nombrado embajador de Ucrania en el Reino Unido.

## Biografía
En 1989, se graduó de la escuela No.9 de la ciudad, ingresó a la Escuela Técnica de Construcción de Maquinaria de Novohrad-Volynskyi, donde se graduó en 1993 con honores.
Más tarde, ingresó a la facultad militar general del Instituto de Fuerzas Terrestres de Odesa. En 1997, se graduó con honores del instituto, después de lo cual pasó todas las etapas del servicio militar: comandante de pelotón, comandante de pelotón de entrenamiento, comandante de pelotón de combate, comandante de compañía de entrenamiento, comandante de compañía de cadetes, comandante de batallón.
En 2005, ingresó a la Academia Nacional de Defensa de Ucrania, en 2007 se graduó con una medalla de oro, fue nombrado jefe de Estado Mayor, primer comandante adjunto de la 24 Brigada Mecanizada en Yavoriv, óblast de Leópolis. Se desempeñó con éxito en este puesto durante dos años y medio.
Por decisión del jefe del Estado Mayor General de las Fuerzas Armadas de Ucrania, el 13 de octubre de 2009, fue nombrado comandante de la 51.ª brigada mecanizada separada. Estuvo al mando hasta 2012.
En 2014, se graduó de la Universidad de Defensa Nacional Iván Cherniajovskyi de Ucrania. Como el mejor graduado del nivel operativo y estratégico de entrenamiento, fue galardonado con la Espada de Transición de la Reina de Gran Bretaña.
Para 2017 - jefe de Estado Mayor - Primer Comandante Adjunto del Comando Operacional Oeste.
Para 2018 - jefe del Estado Mayor Conjunto de Operaciones de las Fuerzas Armadas de Ucrania — primer comandante adjunto de las Fuerzas Conjuntas.
El 9 de diciembre de 2019, fue designado comandante del Comando Operativo Norte.
En diciembre de 2020, se graduó de la Academia Ostroh con una maestría en Relaciones Internacionales.
El 27 de julio de 2021, el presidente de Ucrania, Volodímir Zelenski, nombró a Valerii Zaluzhnyi comandante en Jefe de las Fuerzas Armadas de Ucrania. Reemplazó a Ruslán Jomchak en este puesto. Al día siguiente fue nombrado miembro del Consejo de Defensa y Seguridad Nacional de Ucrania.

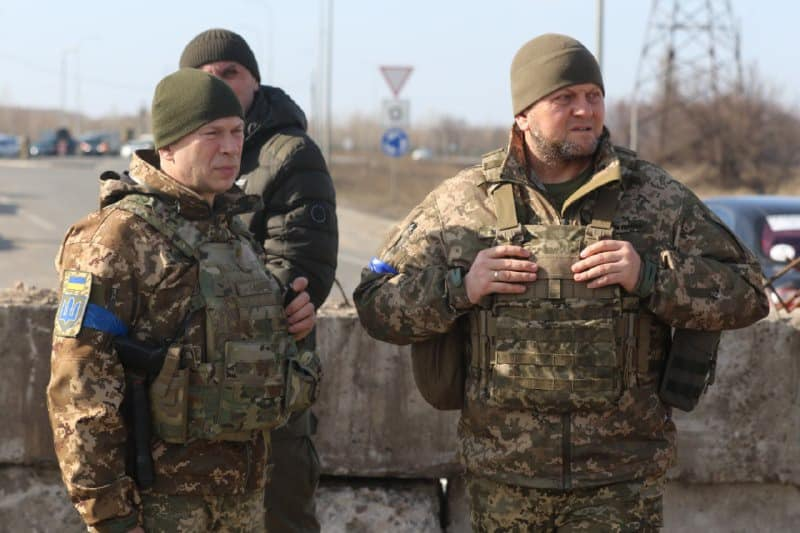
Valerii Zaluzhnyi junto al coronel general Oleksander Syrskyi (a la izquierda) durante la batalla de Kiev en marzo de 2022.

El 26 de septiembre de 2022, la revista Time le dedicó su portada por lograr reconquistar en apenas dos semanas casi 6.000 kilómetros cuadrados de territorio que habían ocupado las tropas rusas, adelantando la posibilidad de una derrota definitiva contra un enemigo fuerte y entrenado.
Según los observadores, Zaluzhnyi representa un alejamiento del legado soviético por parte del ejército ucraniano. Bajo su liderazgo, las fuerzas armadas ucranianas pudieron contrarrestar con éxito el avance de las tropas rusas en muchas partes del país, especialmente en la región de la capital, mediante una combinación de guerra convencional con el modo de operaciones especiales en el concepto de defensa austriaco de defensa espacial y obstaculizar y destruir los suministros rusos. Había confiado en el uso masivo de misiles antitanques e hizo del entrenamiento con ellos una parte central de sus preparativos de guerra, lo que contribuyó significativamente al éxito de la guerra en ese momento.
En enero de 2023, Zaluzhny recibió 1 millón de dólares como herencia de un ucraniano-estadounidense, Gregory Stepanets. Zaluzhny donó el millón de dólares a las Fuerzas Armadas de Ucrania y a organizaciones humanitarias sin fines de lucro en Ucrania.
El 30 de junio de 2023, Zaluzhnyi hizo un llamamiento a los aliados occidentales para que suministraran a Ucrania aviones de combate F-16 y misiles balísticos tácticos MGM-140 ATACMS, diciendo que la contraofensiva de Ucrania se estaba viendo frenada por la falta de aviones de combate modernos y municiones de artillería. Le dijo a The Economist en una entrevista publicada el 1 de noviembre de 2023: "Al igual que en la Primera Guerra Mundial, hemos alcanzado el nivel de tecnología que nos pone en un punto muerto. Lo más probable es que no haya un avance profundo y hermoso". Zaluzhnyi dijo que subestimó la voluntad de los líderes rusos de sacrificar a sus soldados, diciendo que "Rusia ha perdido al menos 150.000 muertos. En cualquier otro país, tales bajas habrían detenido la guerra".
En noviembre de 2023, Zaluzhnyi comentó con relativamente detalle sobre la guerra en la guerra ruso-ucraniana en un artículo invitado para The Economist. Entre otras cosas, escribió en qué áreas de la guerra las fuerzas armadas ucranianas estaban en desventaja en comparación con las fuerzas armadas rusas (guerra aérea y con drones, guerra electrónica, fuego de contrabatería ), qué equipos y servicios necesitaba el ejército ucraniano. los aliados para cubrir sus propios déficits bélicos (aviones, estroboscopios, maniquíes modernos, cooperación más estrecha en reconocimiento electrónico, sistemas de defensa con drones, mejor control GPS mediante antenas, tecnología de reconocimiento de artillería, tecnología de desminado nueva o experimental), y lo que el gobierno ucraniano Los militares pretenden hacer para proteger sus propias reservas para las movilizaciones. Un poco más tarde, el presidente Zelenski pidió públicamente a Zalushny que dejara de lado cualquier ambición política mientras durara la guerra. Zelenski también contradijo la evaluación de Zaluzhnyii en The Economist de que la guerra había llegado a un punto muerto.
Según información del Financial Times y The Guardian, Zelenski intentó persuadir a Zalushny de que dimitiera a finales de enero de 2024 y le ofreció la oportunidad de desempeñarse como asesor de seguridad a partir de ahora. Zaluzhnyi lo rechazó. Unos días más tarde, CNN publicó un artículo de opinión de Zaluzhnyi en el que explicaba dónde cree que las fuerzas armadas ucranianas necesitan cambios. Según CNN, el artículo de opinión fue escrito antes de que Zelenski y Zalushny se conocieran. A finales de 2022, según las encuestas de opinión, Zaluzhnyi ocupaba el segundo lugar detrás de Zelenski en los rankings de confianza y popularidad, pero a finales de 2023 lo reemplazó como la persona más popular en Ucrania.
El 8 de febrero de 2024, fue reemplazado como comandante en jefe por Oleksander Syrskyi, quien anteriormente había servido como comandante de las Fuerzas Terrestres de Ucrania. Al día siguiente el presidente de Ucrania, Volodimir Zelenski, lo condecoró con el título de Héroe de Ucrania. El decreto firmado por Zelenski decía: «Por sus excepcionales méritos personales en la defensa de la soberanía del Estado y la integridad territorial de Ucrania, por su servicio desinteresado al pueblo de Ucrania, decreto que se confiera el título de Héroe de Ucrania con la entrega de la Orden de la Estrella de Oro al general Valeri Fedorovich Zaluzhni».
El 7 de marzo de 2024, el presidente Zelenski nombró al general Valerii Zaluzhnyi nuevo embajador de Ucrania en el Reino Unido.

## Condecoraciones

### Ucrania
- Héroe de Ucrania (9 de febrero de 2024)[36]
- Cruz al Mérito Militar (6 de mayo de 2022)[38]
- Orden de Bohdan Khmelnytsky, 3.ª clase (12 de diciembre de 2016)[39]
- La insignia "Arma de fuego personalizada" (26 de julio de 2023)[40]
- Premio de Arte y Literatura de Ucrania que lleva el nombre de los hermanos Bohdan y Levko Lepkyi (2022)[41][42]
- Orden de San Gran Mártir Jorge el Portador de la Victoria (21 de diciembre de 2022)[43]
- Ciudadano honorario de Yavoriv (2023)[44]

### Extranjeras
- Cruz de Oficial de la Orden de la Cruz de Vytis (6 de julio de 2023, Lituania)[45][46]

## Honores
En febrero de 2023, la aldea de Vatutine, Óblast de Járkov, pasó a llamarse Zaluzhne en honor a Zaluzhnyi.
Calles de Pokrov, Stara Syniava, Konotop, y Malyn llevan su nombre.